# Svédország nemzeti parkjai
Svédország nemzeti parkjait a Svéd Környezetvédelmi Hivatal (SKH, svédül Naturvårdsverket) felügyeli. A nemzeti parkok megalapításának célja az volt, hogy az egész ország területére kiterjedően védett területek láncolatát hozza létre, amelyek Svédország természeti régióit megfelelően reprezentálják. Svédország volt az első európai ország, amely létrehozott egy nemzeti parkot, amikor a Svéd Parlament (svédül: Riksdagen) elfogadta az első nemzeti park megalapításáról szóló törvényt 1909-ben. Még abban az évben további kilenc nemzeti parkot hoztak létre, majd további hetet 1918 és 1962 között alapítottak. 1982 és 2009 között további 13 nemzeti parkot alapítottak, amelyek közül a legújabb a Kosterhavet Nemzeti Park. Jelenleg Svédországban 29 nemzeti park található, további hat nemzeti parkot terveznek megalapítani 2013-ig.
A SKH szerint a nemzeti parkok egyedülálló természeti értékeket képviselnek és hatásos védelmet kell élvezniük, hogy a parkok területén folyó kutatási, pihenési és turisztikai tevékenységek azokat ne károsítsák. A nemzeti parkok összes területének kb. 90%-a a Skandináv-hegység része – ennek oka, hogy a két legnagyobb nemzeti parkot északon, hegyes vidéken létesítették. Ezek a Sarek Nemzeti Park és a Padjelanta Nemzeti Park, amelyek területe együtt majdnem  400 000 ha. A nemzeti parkok közül számos Lappföldön található, amely Svédország UNESCO által is elismert természeti és kulturális világörökségének része, a rénszarvasokat tartó számik otthona. Az ország déli részén található nemzeti parkok, mint a Söderåsen Nemzeti Park, a Dalby Söderskog Nemzeti Park és a Stenshuvud Nemzeti Park, területét lombhullató erdő borítja, területük együttesen kb. 2000 ha. A Fulufjället Nemzeti Park része a PAN Parks, a network founded by the World Wildlife Fund (WWF) to provide better long-term conservation and tourism management of European Nemzeti parks.

## Működő nemzeti parkok

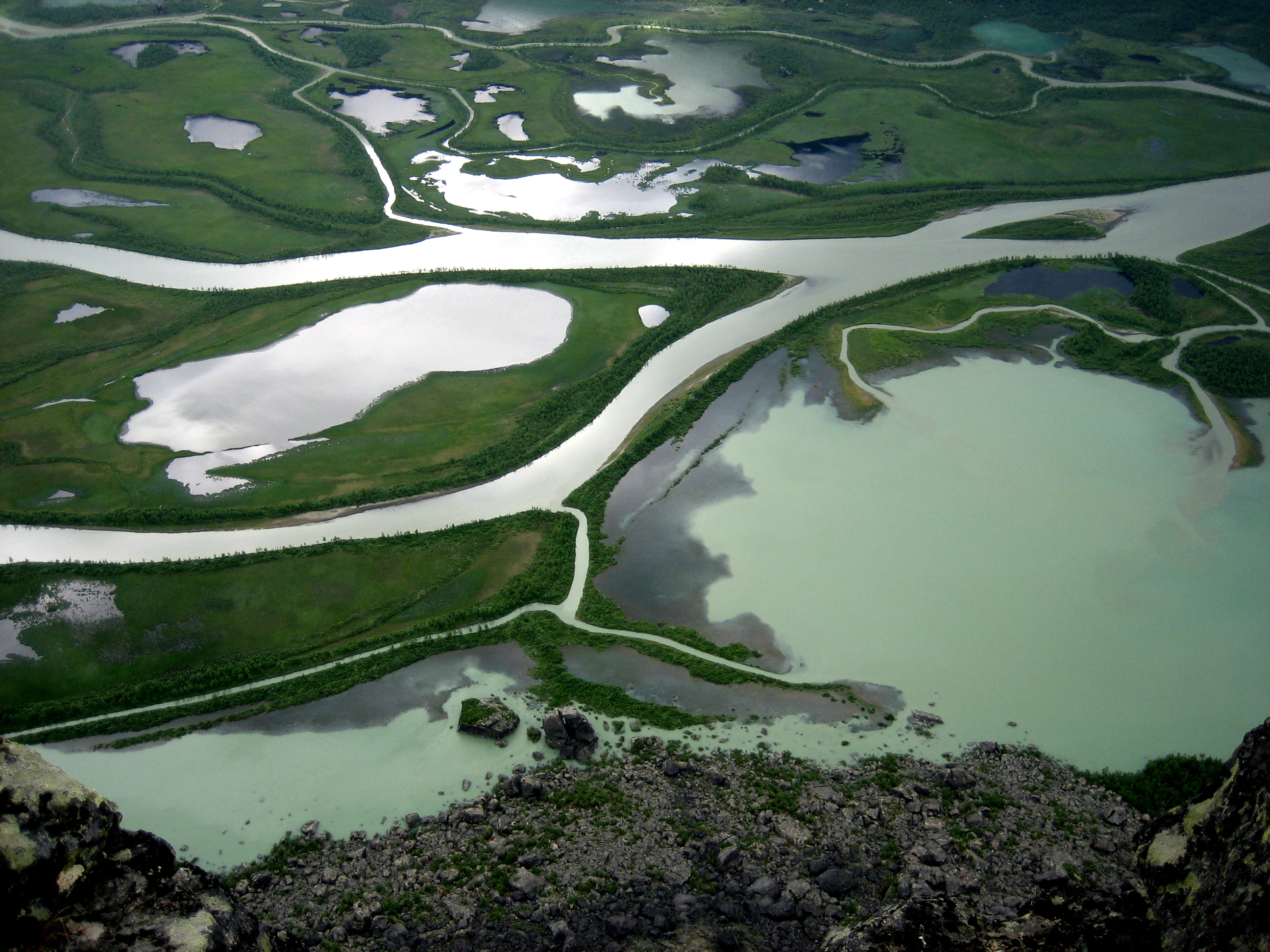
Folyótorkolat a Sarek Nemzeti Parkban

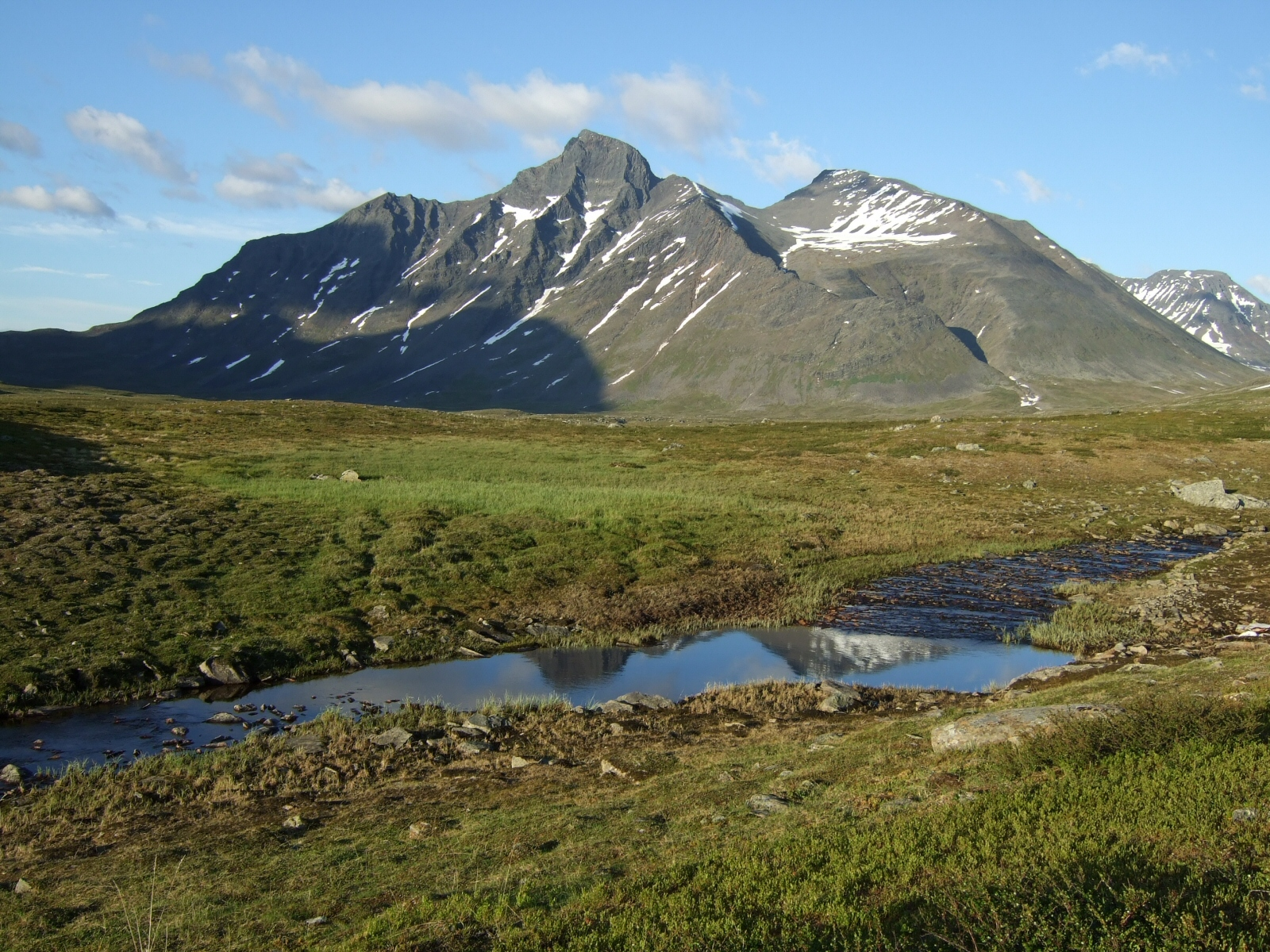
A Pierikpakte-hegység, a Sarek Nemzeti Park területén található

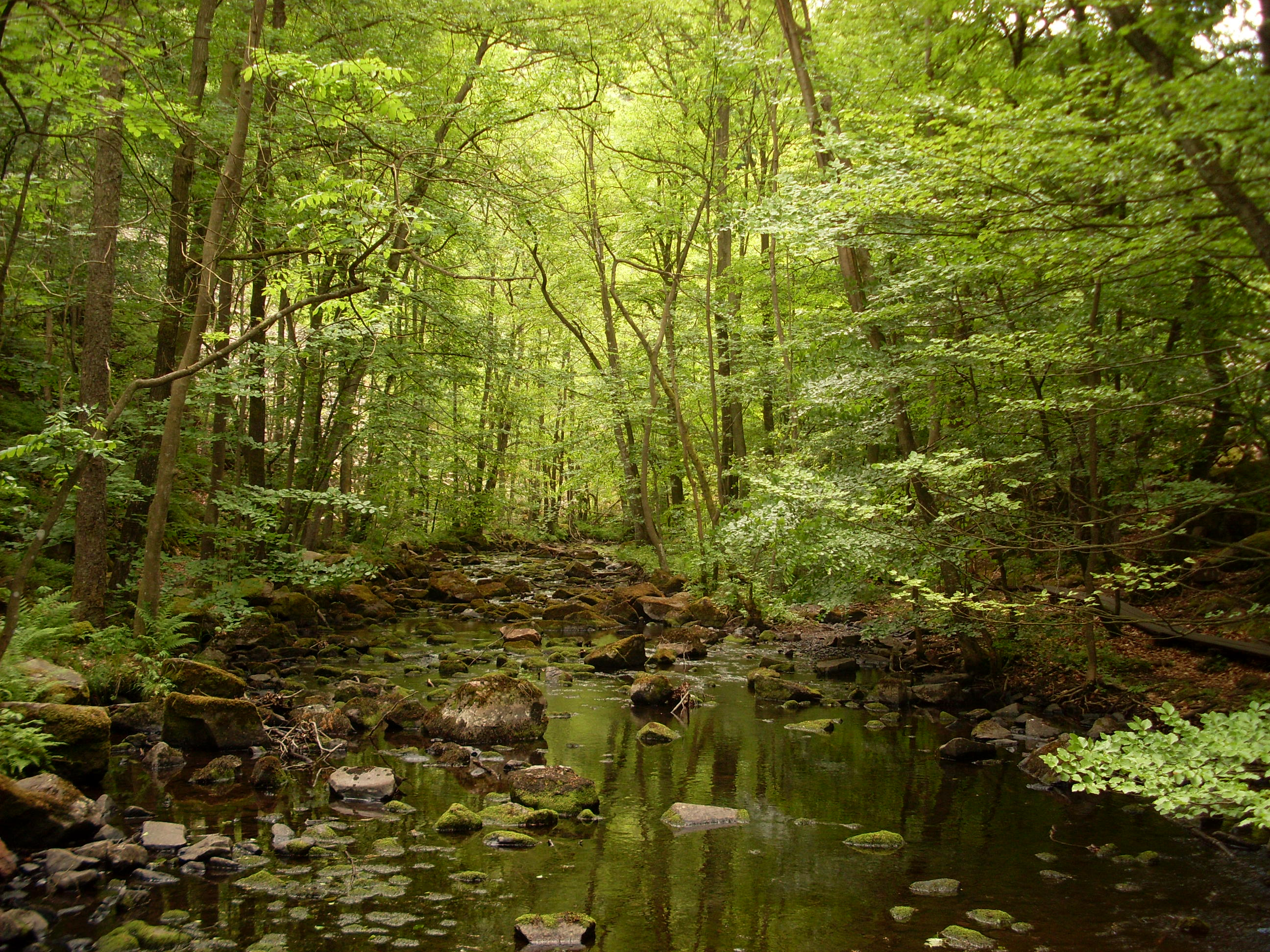
A Skäralid-folyó a Söderåsen Nemzeti Parkban található része

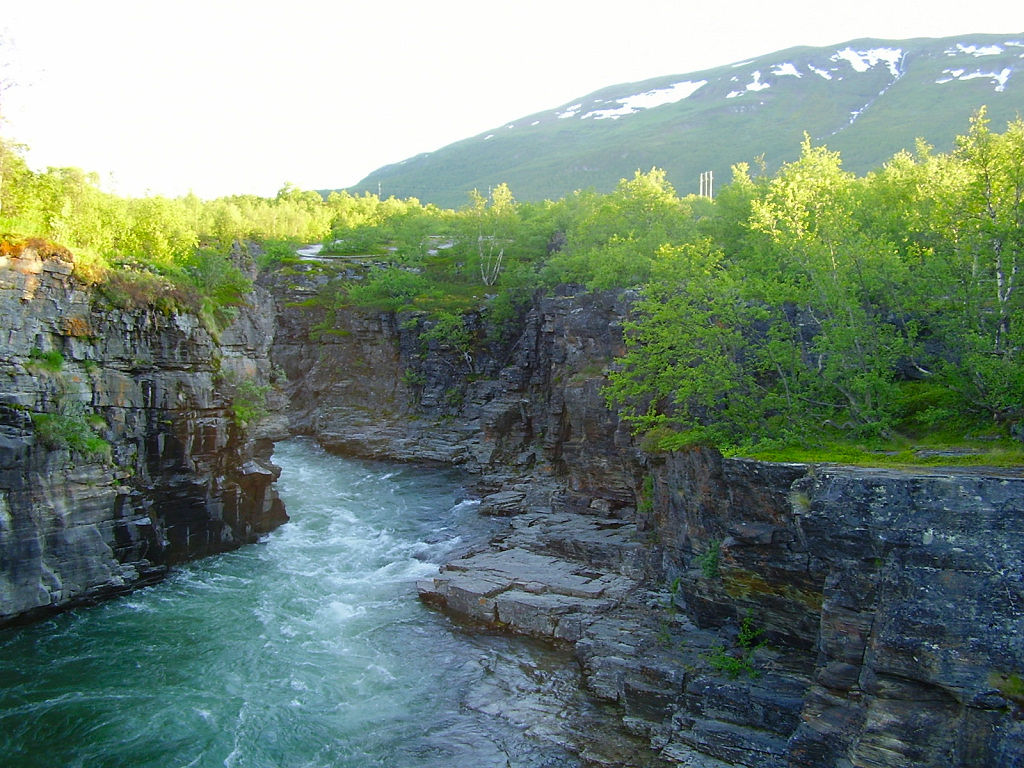
Az Abisko Nemzeti Parkot a világon először, 1909-ben alapították.

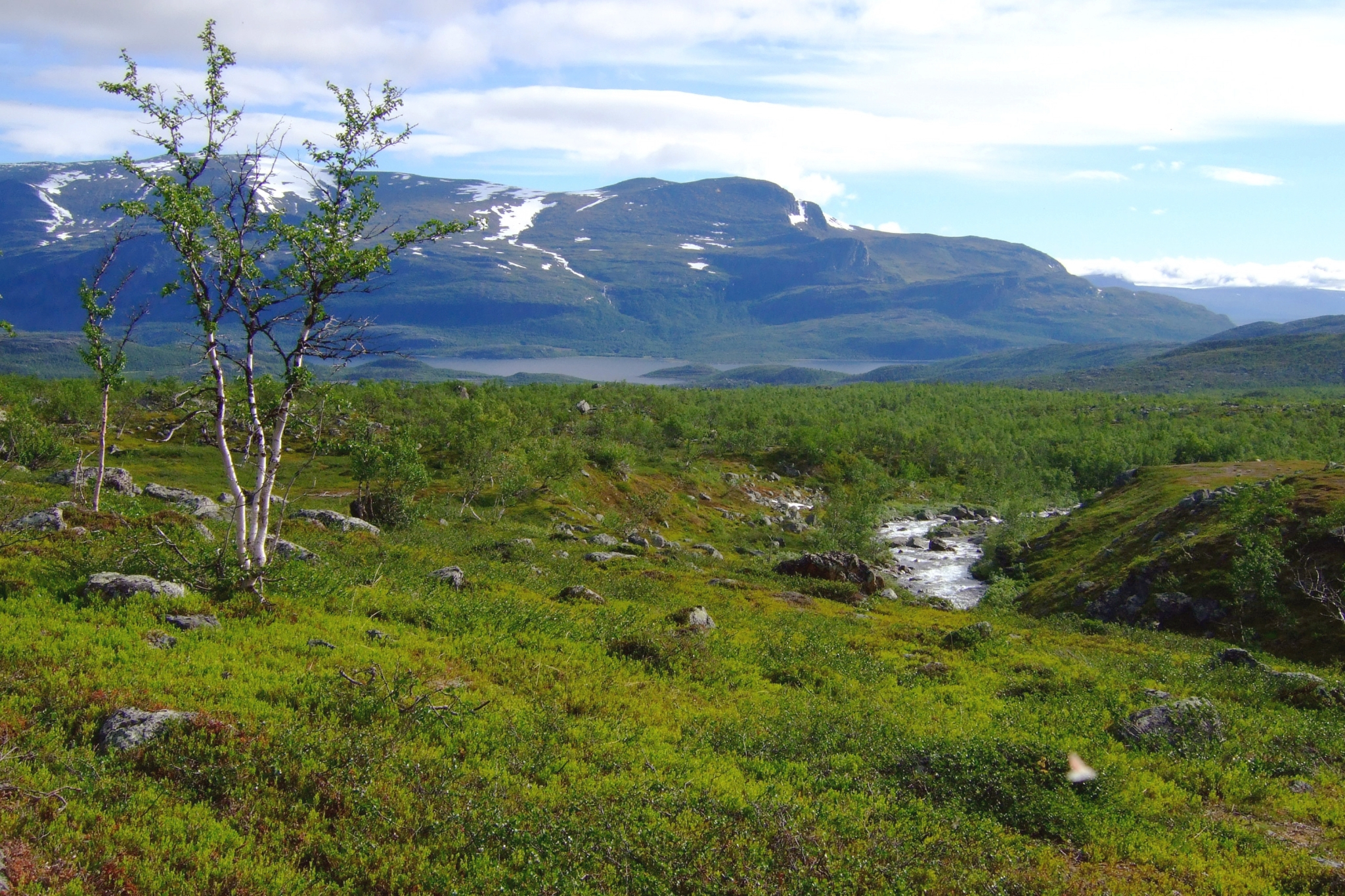
Az Áhkká-hegység a Stora Sjöfallet Nemzeti Park területének nagy részét uralja.

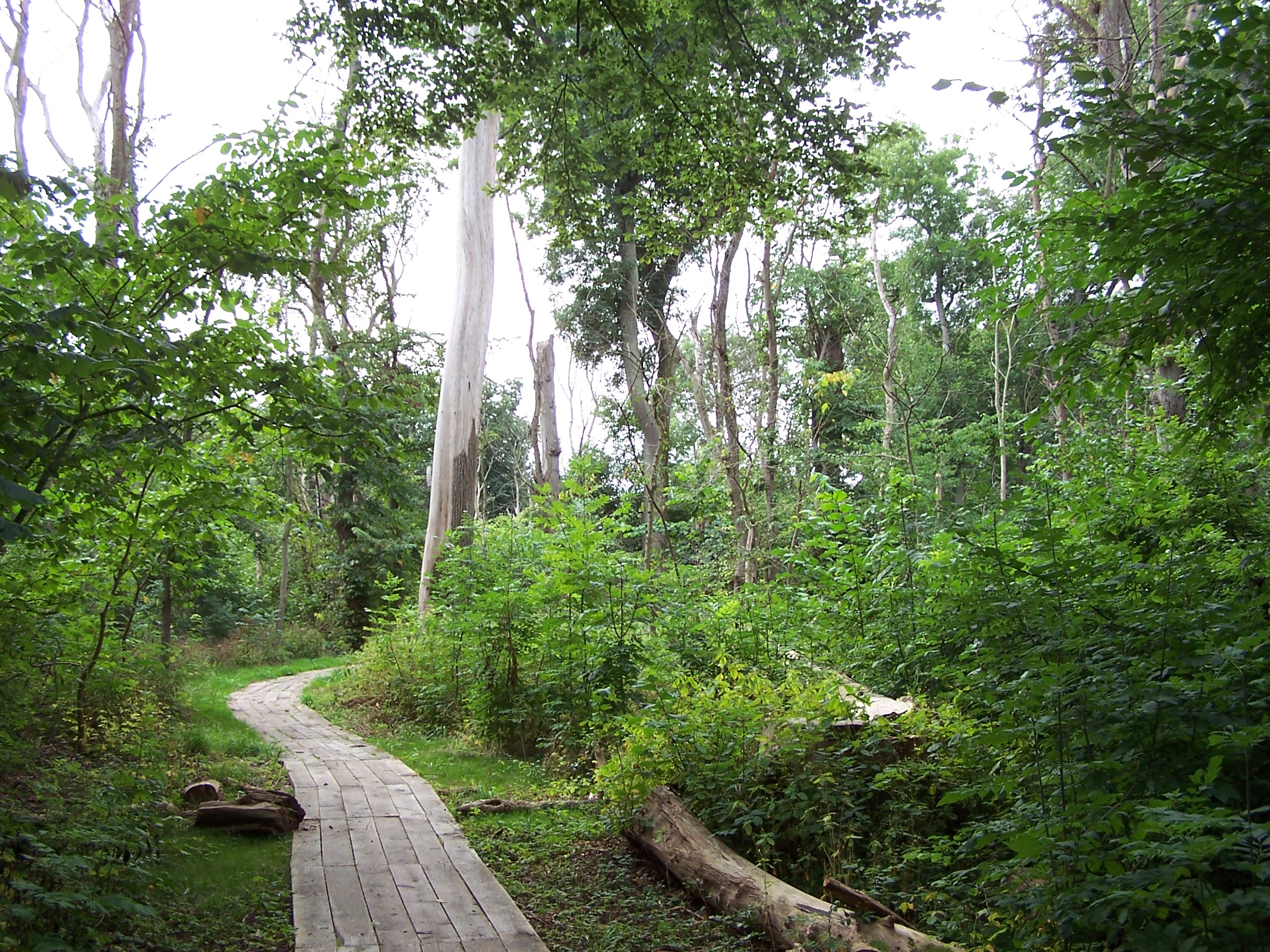
A Dalby Söderskog Nemzeti Parkban található erdő

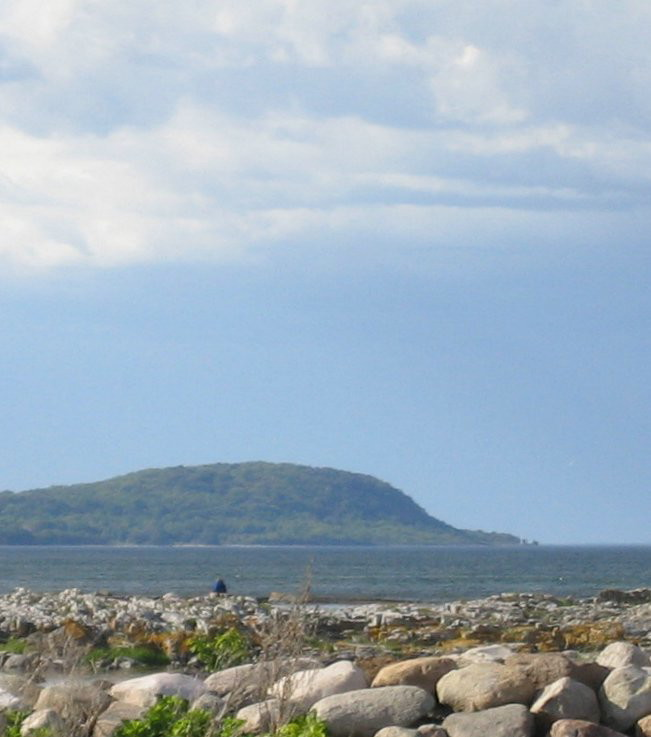
A Stenshuvud-domb a Stenshuvud Nemzeti Parkban

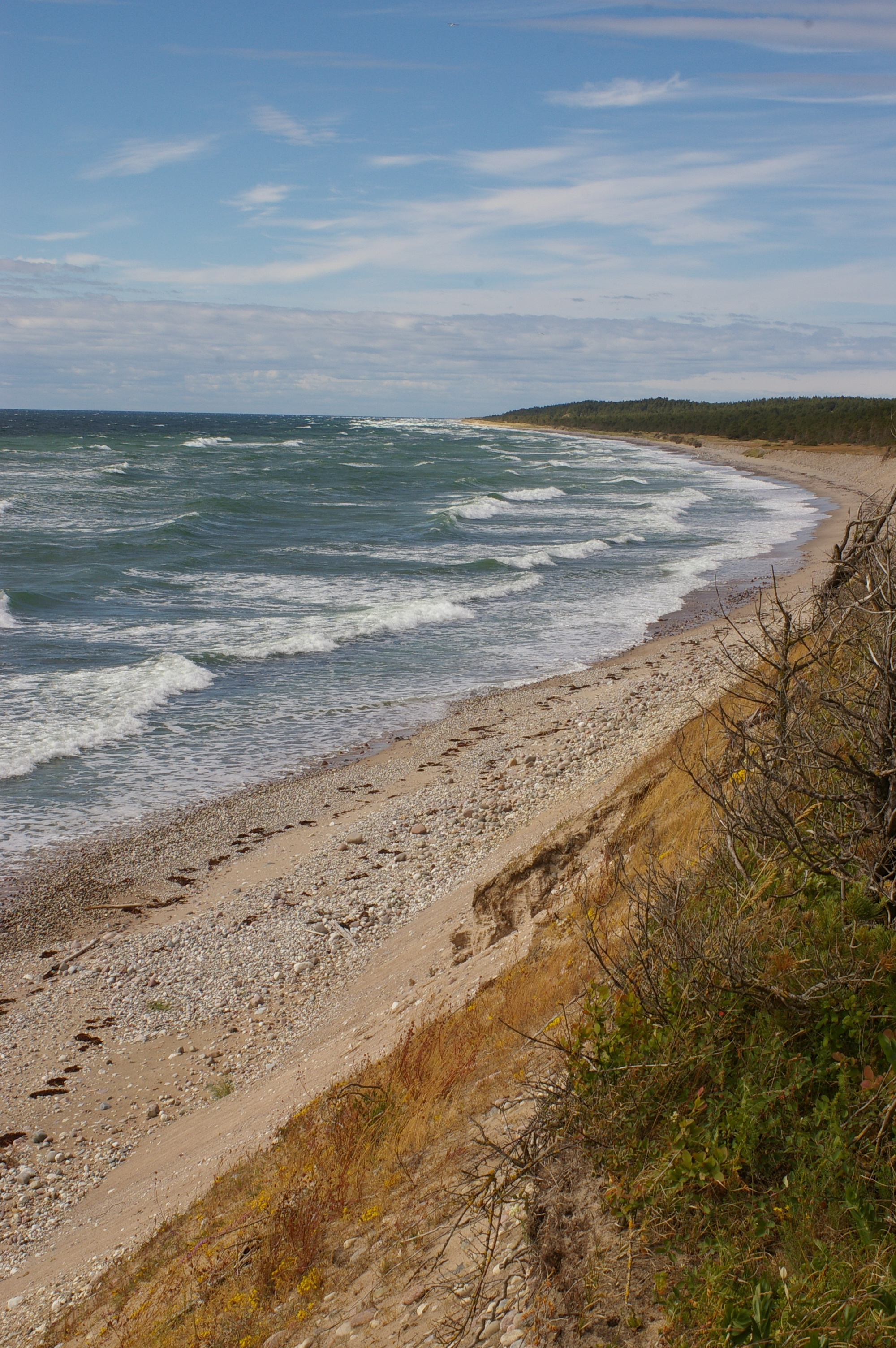
A Gotska Sandön Nemzeti Park a legrégebbiek közé tartozik Svédországban.

| Neve                               | Hely                                      | Terület    | Alapítás éve | Description |
| ---------------------------------- | ----------------------------------------- | ---------- | ------------ | --- |
| Abisko Nemzeti Park                | Norrbotten megye                          | 7700 ha    | 1909         | A park területén hegyek és völgyek váltogatják egymást, míg északi részén található Skandinávia legnagyobb alpesi tava, aTorneträsk. |
| Ängsö Nemzeti Park                 | Stockholm megye                           | 168 ha     | 1909         | Ängsö sziget a Stockholm városát alkotó szigetcsoport tagja. A park nevezetességei "a hagyományos mezőgazdasági tájkép, a tavaszi virágok és a változatos madárvilág".                                                                                          |
| Björnlandet Nemzeti Park           | Västerbotten megye                        | 1100 ha    | 1991         | A Björnlandet Nemzeti Park területének nagy részét érett, lombhullató erdő és meredek vízmosásokkal tarkított hegyi terep borítja. A park területén sok régi erdőtűz maradványai figyelhetők meg.                                                               |
| Blå Jungfrun Nemzeti Park          | Kalmar megye                              | 198 ha     | 1926         | A Blå Jungfrun sziget a Balti-tengeren, a Kalmar-szorosban található, területén délen erdők, északon csupasz sziklák találhatók. |
| Dalby Söderskog Nemzeti Park       | Skåne megye                               | 36 ha      | 1918         | A parkban lombhullató erdő található, amelyet egy 56 m széles földhányás vesz körül. |
| Djurö Nemzeti Park                 | Västra Götaland megye                     | 2400 ha    | 1991         | A Djurö Nemzeti Parkot 30 kisebb szigetből álló szigetcsoport alkotja Svédország legnagyobb taván, a Vänernen. |
| Färnebofjärden Nemzeti Park        | Dalarna, Gävleborg és Västmanland megyék  | 10 100 ha  | 1998         | A park területén a Dalälven-folyó halad keresztül, az egyenetlen part mentén több, mint 200 kisebb-nagyobb sziget található. |
| Fulufjället Nemzeti Park**         | Dalarna megye                             | 38 500 ha  | 2002         | A park területén hegyek és Svédországban egyedülálló hegyi fenyér élőhely található. |
| Garphyttan Nemzeti Park            | Örebro megye                              | 111 ha     | 1909         | A nemzeti park tájképét évszázadok során az ember alakította, ma főleg legelők és erdők találhatók itt. |
| Gotska Sandön Nemzeti Park         | Gotland megye                             | 4490 ha    | 1909         | A Gotska Sandön – ahogy neve is mutatja – egy homoksziget, dűnék, homokos partok és mérsékelt égövi fenyőerdő található itt. |
| Hamra Nemzeti Park                 | Gävleborg megye                           | 28 ha      | 1909         | A Hamra Nemzeti Park területén két alacsony morénahegy található, amelyeket ősi erdők és nagy sziklatömbök borítanak. |
| Haparanda Archipelago Nemzeti Park | Norrbotten megye                          | 6000 ha    | 1995         | A Bötteni-öböl északi partjainál található park alacsonyan fekvő szigetekből és homokos partokból áll. |
| Kosterhavet Nemzeti Park           | Västra Götaland megye                     | 38 878 ha  | 2009         | A Kosterhavet Nemzeti Park az első tengeri nemzeti park Svédországban, 2009. szeptemberben alapították. A Koster-szigetek körüli tenger és a partvidék alkotja, de a szigetek nem részei a nemzeti parknak.                                                     |
| Muddus Nemzeti Park*               | Norrbotten megye                          | 49 340 ha  | 1942         | A Muddus Nemzeti Park területén mély vízmosások, völgyek és középkori erdők találhatók. Nevezetessége, hogy a parkban találták meg Svédország legöregebb fenyőjét, amely 710 évesnél idősebb, mivel a feljegyzések szerint már egy 1413-as erdőtüzet is túlélt. |
| Norra Kvill Nemzeti Park           | Kalmar megye                              | 114 ha     | 1927         | A Norra Kvill ősi fenyveserdő található, egyes fák 350 évesek. A park területén három tó fekszik: a Stora Idegölen, a Lilla Idegölen és a Dalskärret. |
| Padjelanta Nemzeti Park*           | Norrbotten megye                          | 198 400 ha | 1962         | A park, amely Svédország nyugati részén, a norvég határ mentén található, nyílt, lapos vidékből áll, ahol két nagyobb tó, a Vastenjávrre és a Virihávrre található.                                                                                             |
| Pieljekaise Nemzeti Park           | Norrbotten megye                          | 15 340 ha  | 1909         | A Pieljekaise Nemzeti Park területén nyírfaerdők, hegyi tájak és számos tó található. A park a Pieljekaise-hegy után kapta nevét, amely a térség egyik nevezetessége.                                                                                           |
| Sånfjället Nemzeti Park            | Jämtland megye                            | 10 300 ha  | 1909         | A parkot az itt található, 1,278 m magas Sånfjället-csúcsról nevezték el. A hegyes tájon számos tó, valamint fenyvesek találhatók. |
| Sarek Nemzeti Park                 | Norrbotten megye                          | 197 000 ha | 1909         | A park területén tipikus alpesi táj található, magas csúcsokkal és keskeny völgyekkel. Több, mint 100 gleccser található a park területén, és számos hegycsúcs magassága meghaladja a 2000 métert.                                                              |
| Skuleskogen Nemzeti Park           | Västernorrland megye                      | 2360 ha    | 1984         | A Skuleskogen Nemzeti Parkban ősi erdők, magas hegyek és tengerpart található. A hegycsúcsokat fenyőerdők borítják és mély völgyek választják el egymástól, amelyeket régen a tenger és a gleccserek vájtak ki.                                                 |
| Söderåsen Nemzeti Park             | Skåne megye                               | 1625 ha    | 2001         | A park területén különösen mély és meredek (helyenként 90 m mély) folyóvölgyek találhatók, amelyeket jórészt lombhullató erdő borít. |
| Stenshuvud Nemzeti Park            | Skåne megye                               | 390 ha     | 1986         | Stenshuvud egy domb, amely a Balti-tenger mellett található. Mivel a domb körül elterülő táj aránylag lapos, már messziről látható és a régi korok hajósai tájékozódási pontként használták. A park területének nagy részét lombhullató erdő borítja.           |
| Stora Sjöfallet Nemzeti Park*      | Norrbotten megye                          | 127 800 ha | 1909         | A park északi része a Skandináv-hegységben található, ahol Svédország legmagasabb hegycsúcsai magasodnak. A park déli részén található, alacsonyabb hegyeket erdők borítják.                                                                                    |
| Store Mosse Nemzeti Park           | Jönköping megye                           | 7850 ha    | 1989         | A Store Mosse Nemzeti Park területén található Svédország déli részének legnagyobb mocsaras tájegysége. A Kävsjön-tó, számos madárfaj élőhelye, szintén a park területén található.                                                                             |
| Tiveden Nemzeti Park               | Örebro megye and Västra Götaland counties | 1350 ha    | 1983         | A Tiveden Nemzeti Park a Tiveden-erdő egy részén található, az erdőnek leginkább megközelíthetetlen részén. A park területén a táj hegyes. |
| Töfsingdalen Nemzeti Park          | Dalarna megye                             | 1615 ha    | 1930         | A Töfsingdalen Nemzeti Park területén két hegyvonulat található, amelyeket egy erdővel, rétekkel borított völgy választ el egymástól. |
| Tresticklan Nemzeti Park           | Västra Götaland megye                     | 2897 ha    | 1996         | A park területén számos vetődési árok található, illetve érintetlen erdők. |
| Tyresta Nemzeti Park               | Stockholm megye                           | 2000 ha    | 1993         | A Tyresta Nemzeti parkban kanyonok és vízmosások váltakoznak köves lejtőkkel. Itt találhatók Svédország legnagyobb összefüggő, ősi erdei. |
| Vadvetjåkka Nemzeti Park           | Norrbotten megye                          | 2630 ha    | 1920         | A Torneträsk-tótól északnyugatra található Vadvetjåkka Nemzeti Park a legészakibb nemzeti park Svédországban. A park nevét a Vadvetjåkka-hegységről kapta, amely itt található.                                                                                 |

## Tervezett nemzeti parkok

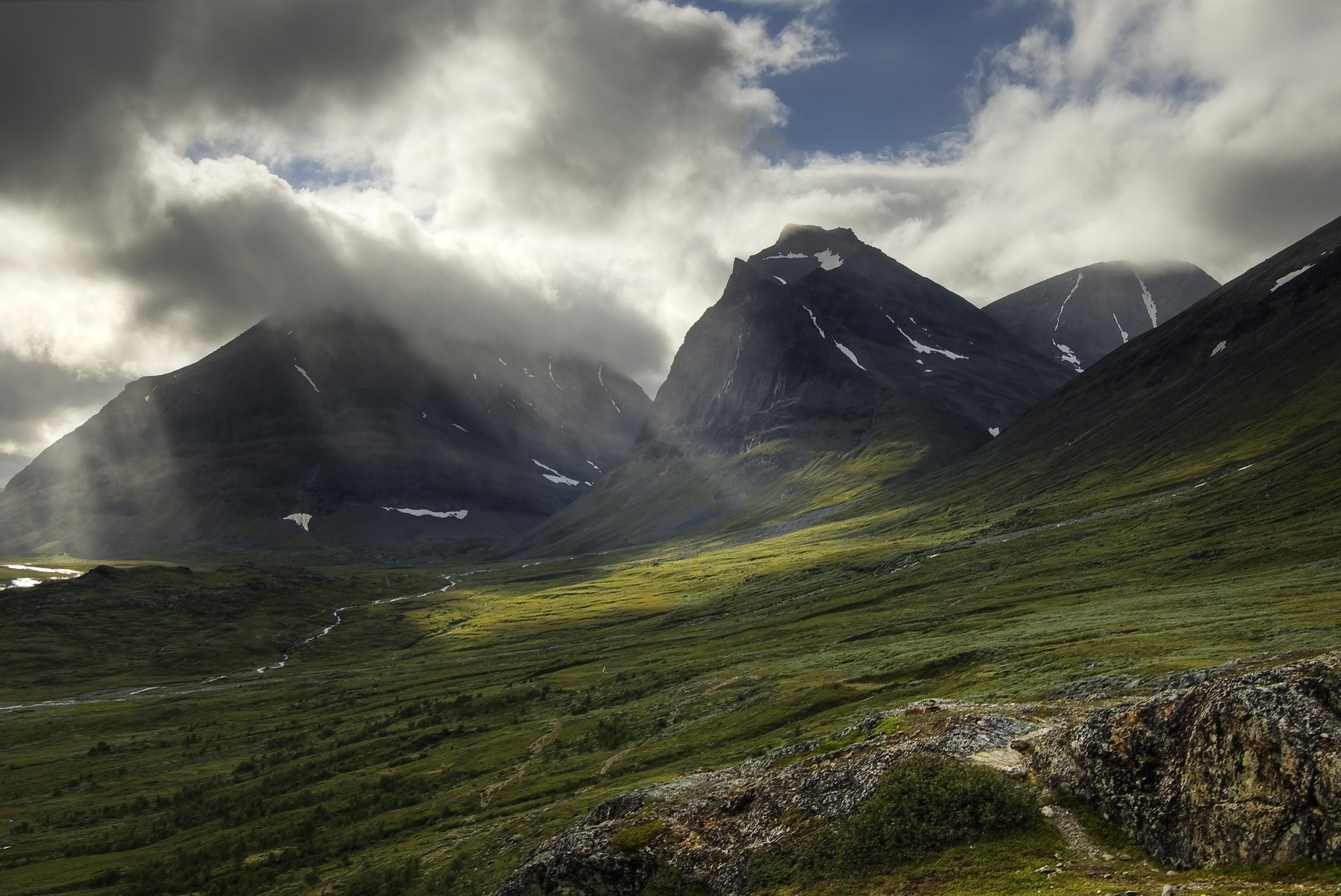
Svédország legmagasabb hegye, a Kebnekaise várhatóan 2013-ig nemzeti park lesz.

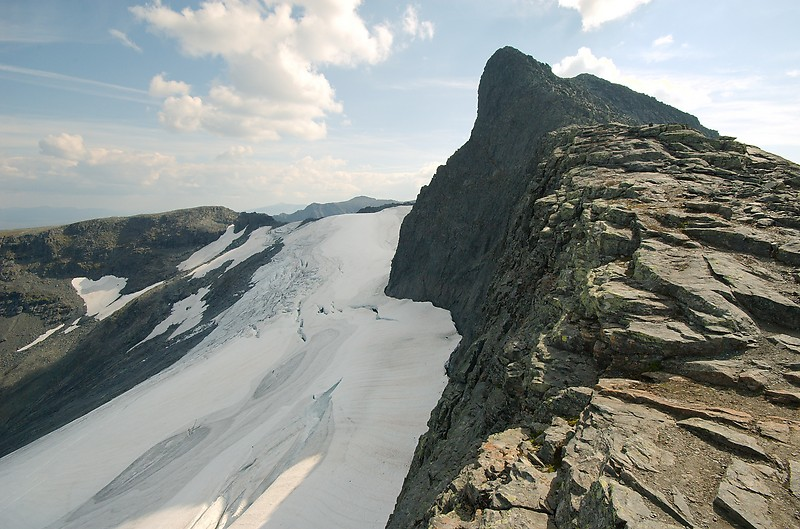
A Sylan hegylánc a Vålådalen-Sylarna Nemzeti Park része lesz.

2008-ban a Svéd Környezetvédelmi Hatósága helyi szervekkel folytatott egyeztetések után bejelentette, hogy további 13 nemzeti park megalapítását tervezi, közülük hetet 2009 – 2013 között. Ezek közül az elsőt, a Kosterhavet Nemzeti Parkok 2009-ben avatták fel, a többi hat megnyitására még nincsenek konkrét tervek. Amennyiben az összes tervezett nemzeti parkot létrehozzák, akkor területük Svédország teljes területéhez viszonyítva 1,4%-ról 3,7%-ra emelkedik majd.
| Név                              | Hely                            | Terület    | Alapítás éve |
| -------------------------------- | ------------------------------- | ---------- | ------------ |
| Bästeträsk Nemzeti Park          | Gotland megye                   | 5000 ha    | 2009–2013    |
| Blaikfjället Nemzeti Park        | Västerbotten megye              | 40 000 ha  | 2009–2013    |
| Kebnekaise Nemzeti Park          | Norrbotten megye                | 65 000 ha  | 2009–2013    |
| Tavvavuoma Nemzeti Park          | Norrbotten megye                | 40 000 ha  | 2009–2013    |
| Vålådalen-Sylarna Nemzeti Park   | Jämtland megye                  | 230 000 ha | 2009–2013    |
| Västra Åsnen Nemzeti Park        | Kronoberg megye                 | 2000 ha    | 2009–2013    |
| Nämdöskärgården Nemzeti Park     | Stockholm megye                 | 14 000 ha  | n.a.         |
| Koppången Nemzeti Park           | Dalarna megye                   | 5000 ha    | n.a.         |
| Reivo Nemzeti Park               | Norrbotten megye                | 11 000 ha  | n.a.         |
| Rogen-Juttulslätten Nemzeti Park | Dalarna megye és Jämtland megye | 100 000 ha | n.a.         |
| Sankt Anna Nemzeti Park          | Östergötland megye              | 10 000 ha  | n.a.         |
| Vindelfjällen Nemzeti Park       | Västerbotten megye              | 550 000 ha | n.a.         |

## Lásd még
- A Föld nemzeti parkjai